# Isłam Macyjew
Isłam Chamzatowicz Macyjew (ros. Ислам Хамзатович Мациев, ur. 10 grudnia 1973) – rosyjski judoka. Dwukrotny olimpijczyk. Zajął trzynaste miejsce w Atlancie 1996 i odpadł w eliminacjach w Sydney 2000. Walczył w wadze półlekkiej.
Piąty na mistrzostwach świata w 2001; uczestnik zawodów w 1999. Startował w Pucharze Świata w latach 1995–2001, 2003 i 2004. Srebrny medalista mistrzostw Europy w 1998 i brązowy w 2002, a także zdobył trzy medale w drużynie. Mistrz igrzysk wojskowych w 2003 i MŚ wojskowych w 2001. Mistrz Rosji w 1995, 1996, 1997 i 1999; drugi w 1998 i 2003; trzeci w 1992 roku.

## Letnie Igrzyska Olimpijskie 1996
| Konkurencja | Eliminacje                | Repasaże                          | Klas. końcowa |
| Konkurencja | Przeciwnik I              | Przeciwnik I                      | Miejsce       |
| ----------- | ------------------------- | --------------------------------- | ------------- |
| 65 kg       | Yukimasa Nakamura (JPN) P | Pürewdordżijn Njamlchagwa (MGL) P | 13.           |

## Letnie Igrzyska Olimpijskie 2000
| Konkurencja | Eliminacje          | Eliminacje            | Klas. końcowa |
| Konkurencja | Przeciwnik I        | Przeciwnik II         | Miejsce       |
| ----------- | ------------------- | --------------------- | ------------- |
| 66 kg       | Martín Ríos (ARG) Z | Iwan Baglajew (KAZ) P | II runda.     |